# Listă de comune din județul Covasna
Această listă de comune din județul Covasna cuprinde toate cele 40 comune din județul Covasna în ordine alfabetică.

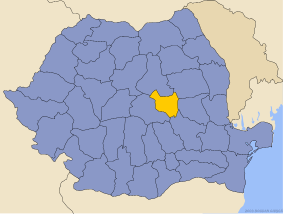
Județul Covasna

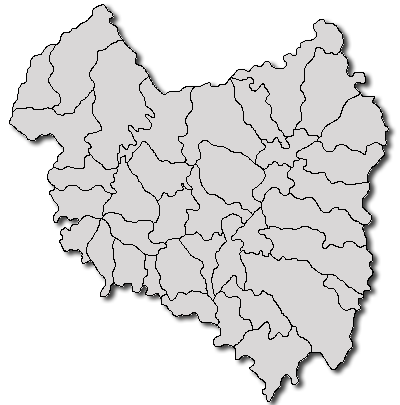
Harta județului cu împărțirea administrativ-teritorială pe comune

1. Aita Mare
2. Arcuș
3. Barcani
4. Bățani
5. Belin
6. Bixad
7. Bodoc
8. Boroșneu Mare
9. Brăduț
10. Brateș
11. Brețcu
12. Catalina
13. Cernat
14. Chichiș
15. Comandău
16. Dalnic
17. Dobârlău
18. Estelnic
19. Ghelința
20. Ghidfalău
21. Hăghig
22. Ilieni
23. Lemnia
24. Malnaș
25. Mereni
26. Micfalău
27. Moacșa
28. Ojdula
29. Ozun
30. Poian
31. Reci
32. Sânzieni
33. Sita Buzăului
34. Turia
35. Vâlcele
36. Valea Crișului
37. Valea Mare
38. Vârghiș
39. Zagon
40. Zăbala